# Parc national de Hortobágy
Ne doit pas être confondu avec la « direction du parc national de Hortobágy », une agence qui gère toutes les aires protégées sur un secteur beaucoup plus vaste.
Le parc national de Hortobágy  (en hongrois : Hortobágyi Nemzeti Park, [ˈhoɾtoba:ɟi ˌnɛmzɛti pɑɾk]) est le plus grand des parcs nationaux de Hongrie. Il a été créé le 1er janvier 1973 sur un domaine de 52 000 hectares, pour être ensuite progressivement agrandi : en 2020, il s'étend sur 80 000 hectares. Le parc est une réserve de biosphère de l'Unesco depuis 1979 et il a été inscrit en 1999 sur la liste du patrimoine mondial sous le nom « parc national de Hortobágy - la Puszta ».
Les objectifs du parc national depuis son classement sont :
- la protection de la puszta, steppe hongroise avec sa faune typique comme les chevaux sauvages ou la grande outarde ;
- la protection des oiseaux migrateurs, nombreux à faire escale dans les zones humides du territoire, tels que la grue cendrée et les oies ;
- la valorisation et la préservation du pastoralisme et de la culture locale.

La diversité de ses zones humides a permis son enregistrement par la convention de Ramsar entre la rivière Tisza, son lac,  les prairies inondées par ses débordements, ou les roselières le long de la rivière Hortobágy et les étangs de pêche creusés dans les années 1950. 

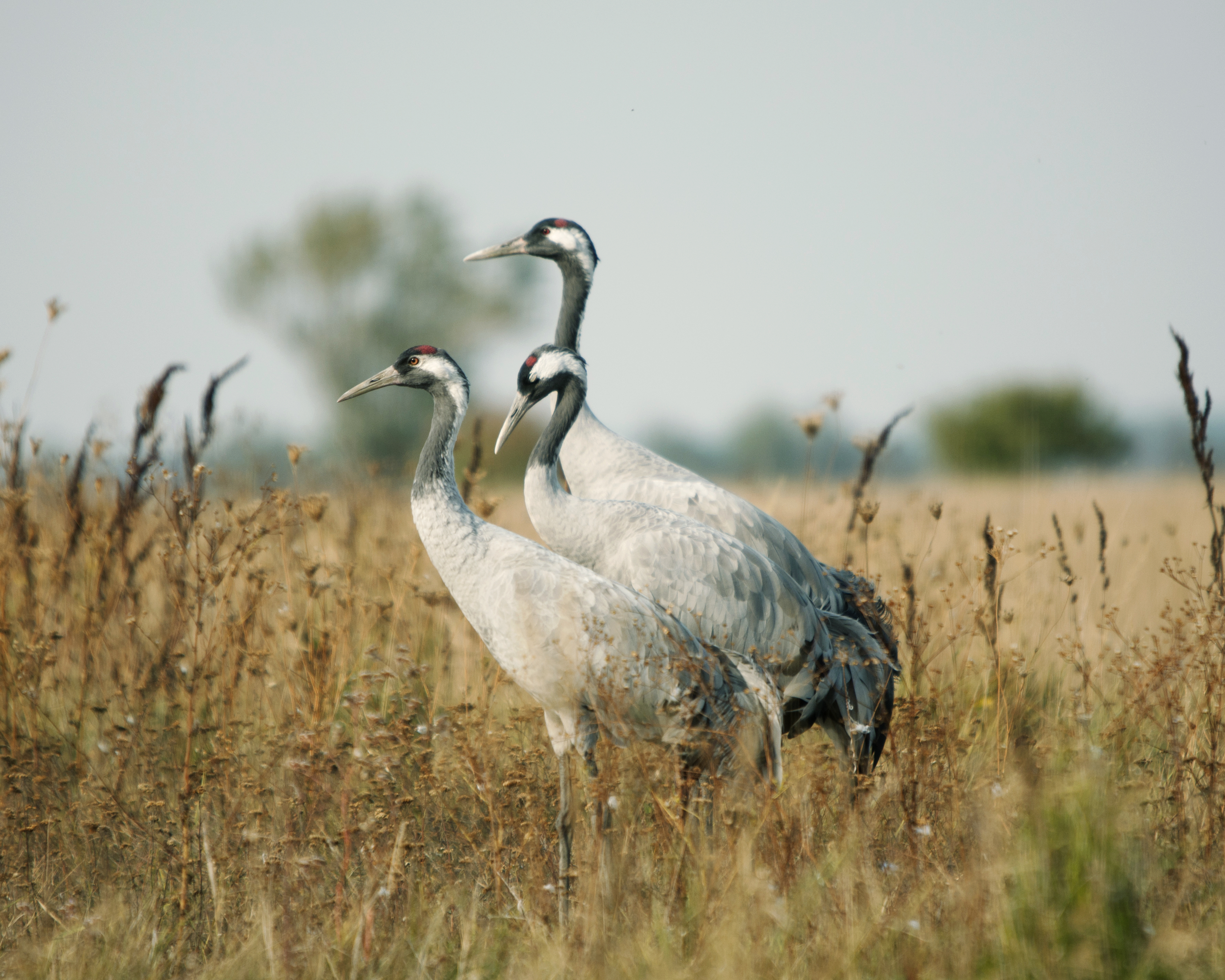
Grues cendrées, emblème du parc national

## Géographie

### Localisation
Le parc national de Hortobágy est situé dans les grandes plaines hongroises à l'est du pays, sur la rive orientale de la Tisza, qui descend des Carpathes au nord pour rejoindre le Danube. À une quarantaine de kilomètres à l'est, se trouve la deuxième plus grande ville de Hongrie : Debrecen.

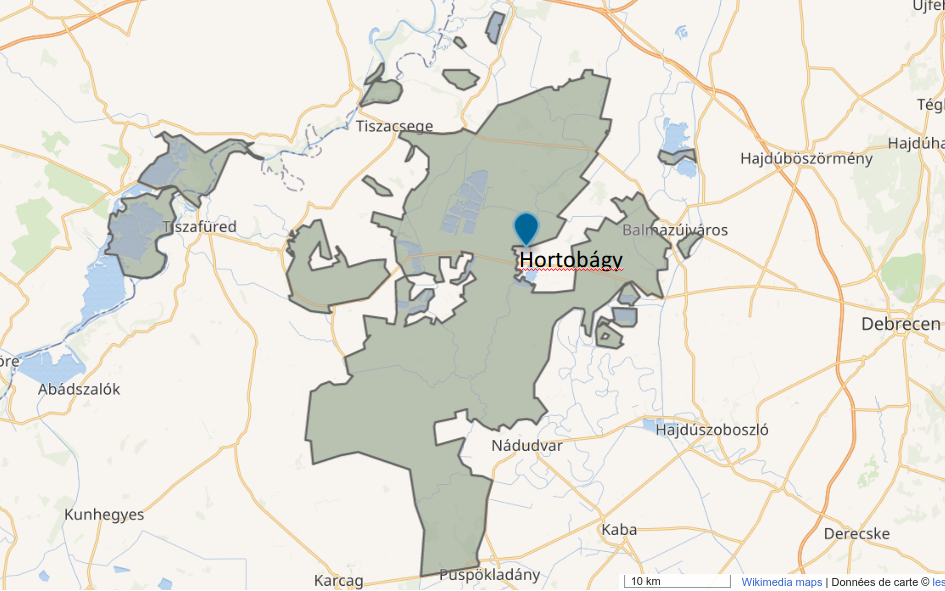
Carte du parc national.

### Différents zonages

#### Parc national
Le site d'Hortobágy, classé en 1973, est le plus ancien et le plus grand des parcs nationaux de Hongrie. En Hongrie, les parcs nationaux ont pour vocation à la fois la conservation de la nature et l'accueil du public pour le tourisme et l'éducation à la nature.

#### Réserve de biosphère
Une zone centrée sur le parc national, mais qui s'étend au-delà, sur le territoire de 32 communes a été classée par le « programme sur l'homme et la biosphère » en 1979. Les réserves de biosphère sont divisées en trois zones, selon le niveau de protection :
- Aire centrale : 5 169 ha : comprend la « réserve de Pentezug », ainsi que d'autres zones plus petites et de forme découpées au sud du Parc national, choisies pour leurs faibles anthropisations. Les activités humaines y sont globalement proscrites, hormis la recherche scientifique et l'éducation.
- Zone tampon : 49 961 ha : correspond au secteur le plus grand du parc national.
- Zone de transition : 99 504 ha : cette zone entoure les deux précédentes. Elle est principalement occupée par l'agriculture et on y trouve quelques habitations. Le foncier y est majoritairement la propriété d'individus privés, par opposition à l'aire centrale et la zone tampon où l'État, via la « direction du parc national », possède la majorité des terres.

#### Site du patrimoine mondial
Le territoire est classé comme bien culturel au patrimoine mondial de l'UNESCO sous le nom de « parc national de Hortobágy - La Puszta », depuis 1999, en vertu des critères IV, qui indique la présence d'un patrimoine architectural illustrant à la fois la période antique et plus récente de l'histoire des steppes hongroises, et des critères V comme paysage représentatif des relations entre la société pastorale, la steppe, les lacs et les rivières de la région, depuis plus de deux mille ans.
Le bien couvre 74 820 ha et sa zone tampon 199 380 ha.

#### Site Ramsar
Ce site a été enregistré  par la convention de Ramsar en 1979, son périmètre couvre 32 037 ha.

#### Site Natura 2000
Hortobágy fait partie du réseau Natura 2000 depuis 2004, il abrite 74 espèces d'oiseaux d'intérêt communautaire sur 121 110 ha.

#### Pentezug
Au centre du parc, se situe la « réserve des chevaux sauvages de Pentezug » où les chevaux de Przewalski et des aurochs « reconstitués » vivent en semi-liberté. La réserve s'étend sur 3 000 ha.

## Patrimoine naturel
Le territoire du parc national de Hortobágy est la région où les plus grandes surfaces de « Prés, steppes et fourrés salés pannoniques » sont représentées en Europe. Ces habitats ouverts abritent un nombre important d'espèces endémiques pour une zone tempérée. On y trouve également des prairies humides, des marais et des étangs. Cette mosaïque d'habitat est le résultat des inondations provoquées par la rivière Tisza et ses affluents.
Les steppes (ou Puszta) et les prairies s'étendent sur 54 000 ha. Elles sont pâturées depuis plusieurs millénaires.

### Steppes salées pannoniques
Ce milieu, également qualifié de steppe alcaline, est le plus emblématique du parc national. Il se serait mis en place à partir du pléistocène. Du fait des variations de niveau même très légères, ce paysage forme une mosaïque de milieux plus ou moins humides occupé par différentes communautés phytosociologiques : 
- là où le sol est plus sec, c'est le terrain de la communauté Achilleo-Festucetum pseudovinae dominée par la fétuque (Festuca pseudovina) accompagné de l'achillée (Achillea setacea), l'asteracée Podospermum canum ainsi que de la lavande de mer, du plantain maritime, de la stellaire holostée et du bouton d'or (Ranunculus pedatus) ;
- plus la concentration en sel augmente plus les armoises sont présentes, avec les autres espèces halophiles, comme le plantain maritime, Gypsophila muralis. C'est la communauté des Artemisio-Festucetum pseudovinae ;
- enfin par endroit le sol est pratiquement à nu avec seulement quelques halophytes.

Les sols sont des solonchak et divers types de solonetz.
En de rares endroits, en particulier au nord du parc national et sur les tumulus, se développent des communautés dominées par les fétuques en association avec Salvia austriaca, des espèces de sauges et des espèces de sols riches, comme l'euphorbe petit-cyprès, le marrube blanc et la grande ortie. Ces sols plus riches ont été mis en culture à une époque, ce qui explique la rareté des milieux naturels qui y sont liés, aujourd'hui.

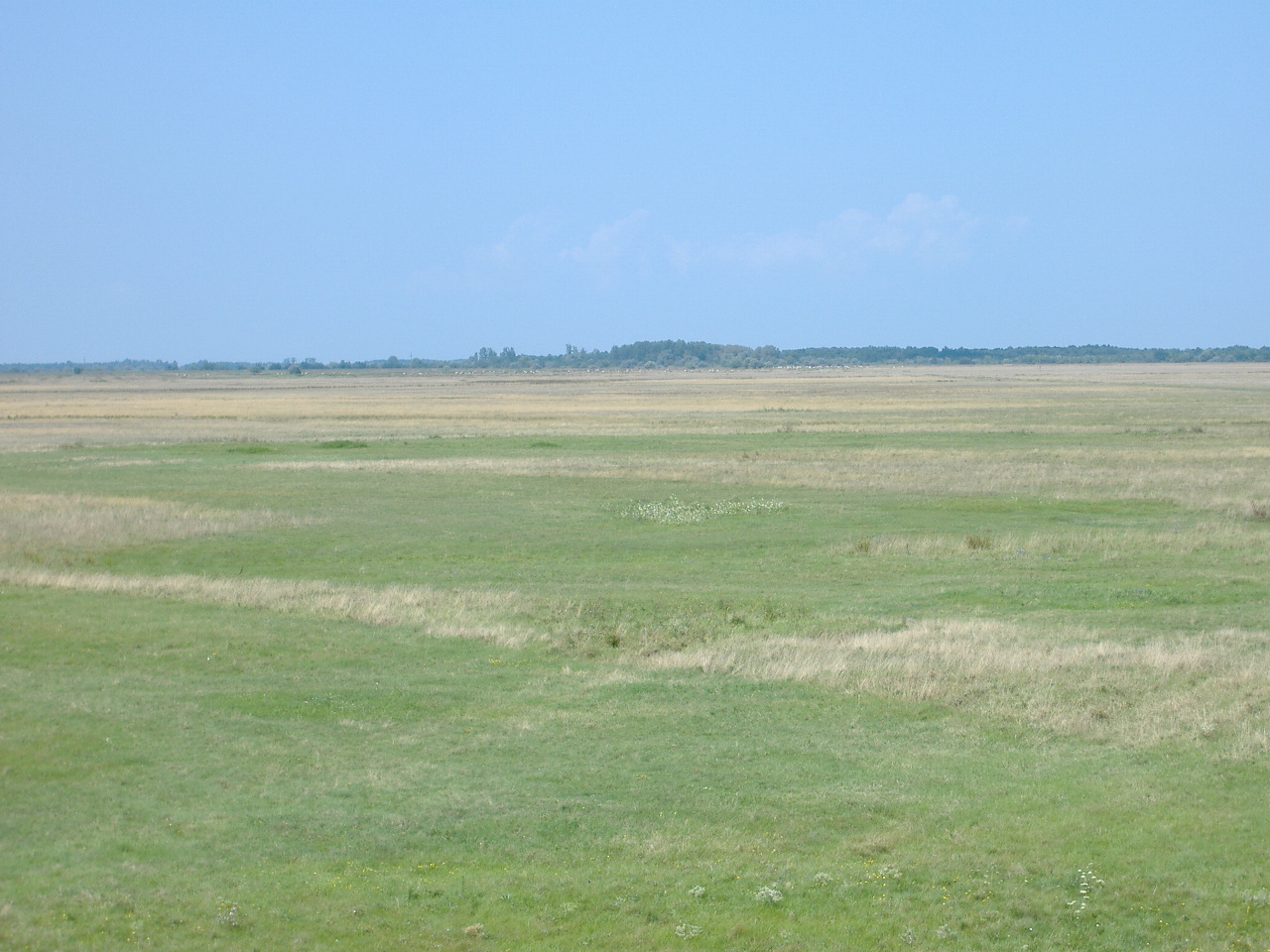
La Puszta
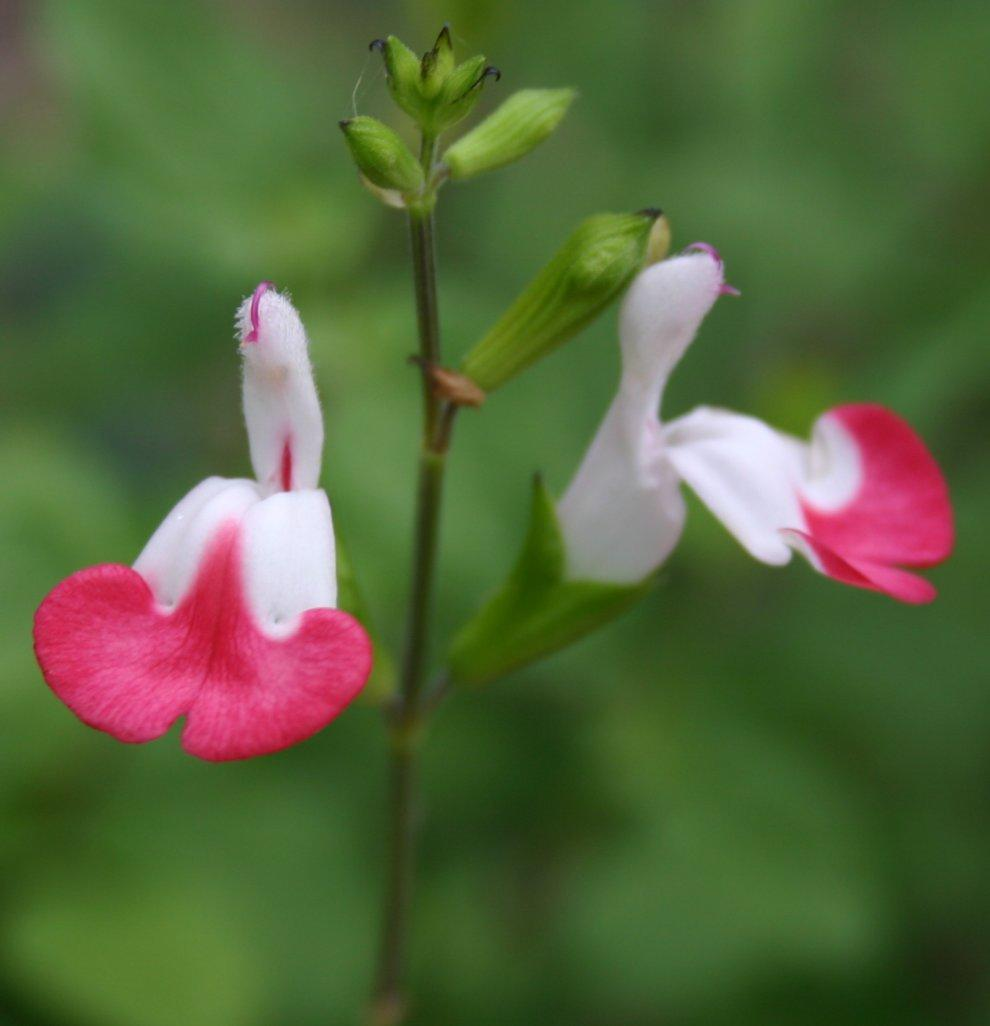
Salvia microphylla
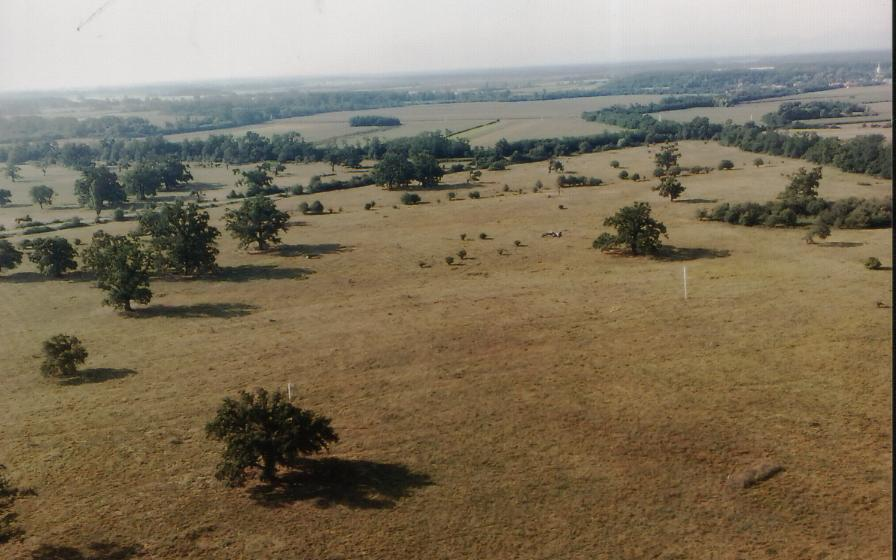
Étendue de steppe arborée

Parmi la faune associée à ce milieu, il est par exemple possible d'observer : le lièvre d'Europe, l'hemione, le chacal doré, le souslik d'Europe…

### Zones humides: lacs, marais, prairies humides

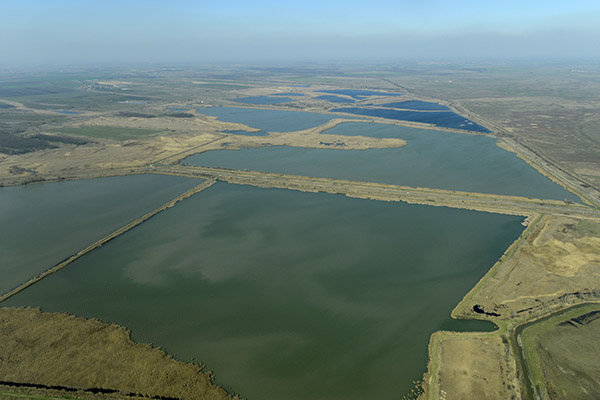
« Hortobágy-Örgtavak » vue du ciel

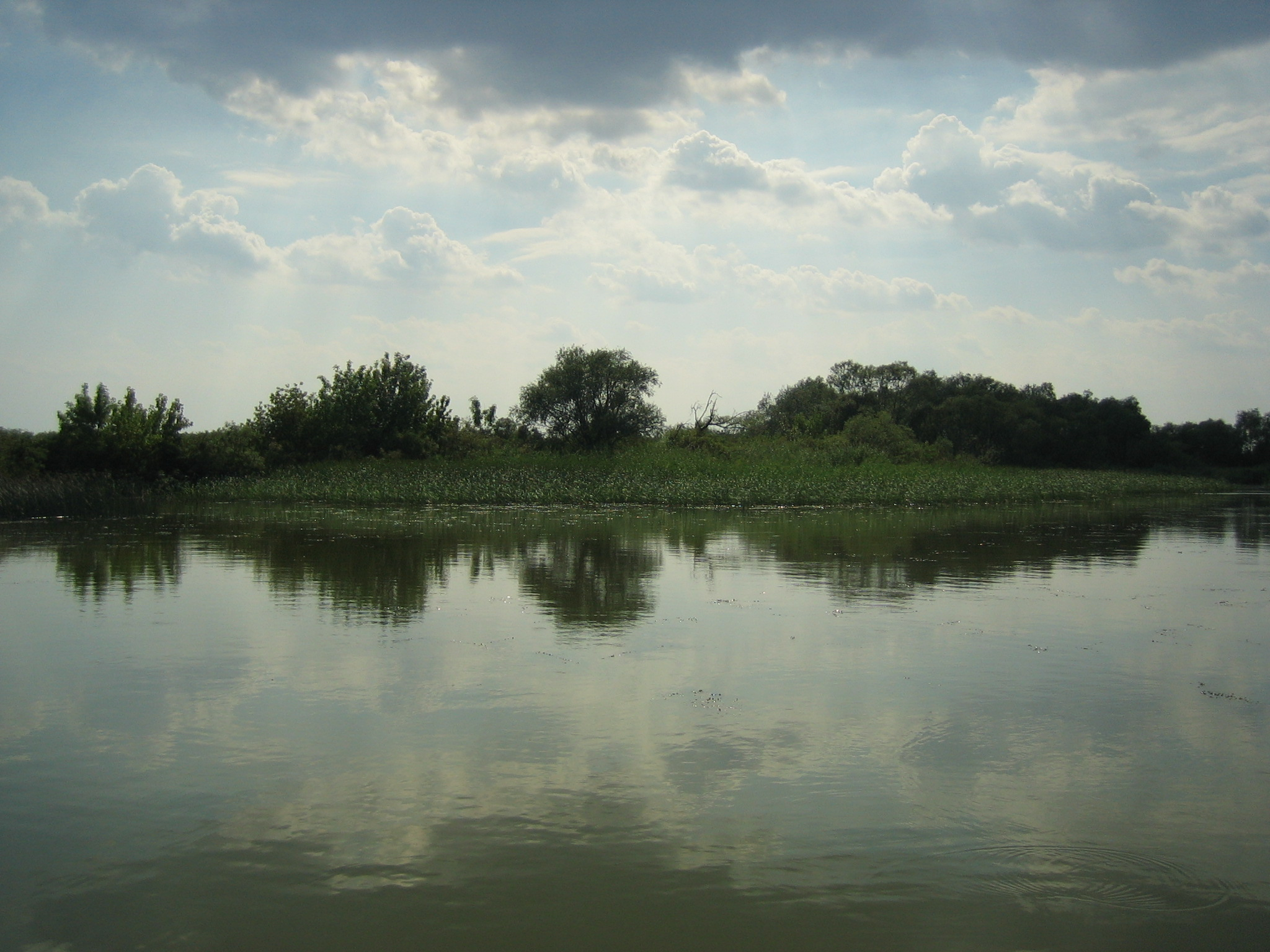
Lac Tisza

La rivière Tisza est bordée par une ripisylve riche en espèces d'arbres avec des saules, des aulnes, des peupliers blancs et noirs, puis en s'éloignant du cours principal, des chênes ou des érables et une grande variété d'autres espèces. Au printemps et au début de l'été, les fleurs parsèment les prairies inondables : consoude officinale, salicaire commune, iris des marais. Les divagations de la Tisza ont créé de nombreux bras-morts.
On y trouve aussi de vastes roselières et des marais à tous les stades de la succession écologique.
Les étangs couvrent une surface totale de 6 000 hectares, sachant que leur taille individuelle varie de 1 à 790 ha.
Les étangs de pêche ont pour la plupart été créés dans la première moitié du XXe siècle, en creusant dans les zones humides préexistantes. 
Le plus grand complexe d'étangs est le « Hortobágy-Örgtavak », de 1750 ha, à l'intérieur duquel le plus grand étang est le « Kondás », qui fait pratiquement 400 ha. 300 espèces d'oiseaux ont été recensées à proximité de ce site.
Le Lac Tisza, à l'origine une retenue d'eau pour la production hydroélectrique, est le plus grand lac d'eau douce de Hongrie. Une partie du lac a été classée comme réserve naturelle et c'est désormais un point d'attraction touristique important à proximité du parc national. 
La rivière Tisza charrie de grandes quantités de déchets qui s'y accumulent, sur une épaisseur pouvant atteindre les 3 mètres. Des opérateurs touristiques proposent donc des tours gratuits en bateau à ceux qui nettoient les rives et leur rapportent un sac de déchets.

### Oiseaux
Ce parc est l'un des sites les plus importants pour la migration et la nidification des oiseaux en Europe de l'est, avec environ 350 espèces observées. Les étangs de pêche accueillent de nombreuses espèces d'Anatidés (canards), d'Ardéidés (hérons), de limicoles divers, ainsi que des trois espèces du genre Chlidonia, les Guifettes. Les steppes et prairies inondables sont le royaume des perdrix, cailles, et de l'Œdicnème criard. Le plus commun des passereaux de ce milieu est l'Alouette des champs. Les vanneaux huppés sont des nicheurs abondants.
L'oie rieuse compte une population de 30 à 40 000 individus qui font escale dans le parc national de Hortobágy. Parmi les autres espèce qui les accompagnent dans les grands vols d'oies, pendant la migration, on trouve l'oie cendrée, la bernache à cou roux et en 2014-2015 quelques individus d'oie naine.
L'emblème du parc est la Grue cendrée (Grus grus), les plaines de Hortobágy sont, depuis les années 2010, le plus grand site d'escale  de cette espèce pendant la migration. Les grues trouvent à se nourrir des graines tombées à terre après la récolte, dans les champs de maïs des zones alentour. Les effectifs sont passés de 30 000 dans les années 1980 à plus de 100 000, avec un maximum à 112 000 en 2012. L'industrialisation croissante de l'agriculture pourrait poser des difficultés aux grues,.
Une autre espèce historique de la plaine préfère aujourd'hui les terres agricoles pour nidifier, la grande outarde (Otis tarda). Ces oiseaux utilisent toujours la steppe pour la parade nuptiale. 
Les rapaces ne sont pas en reste avec des espèces comme l'aigle royal et la buse pattue. La population de faucons sacres compte 20 couples nicheurs dans le parc national. Après son spectaculaire rétablissement à l'échelle nationale, l'effectif est passé de moins de 30 couples à environ 120.

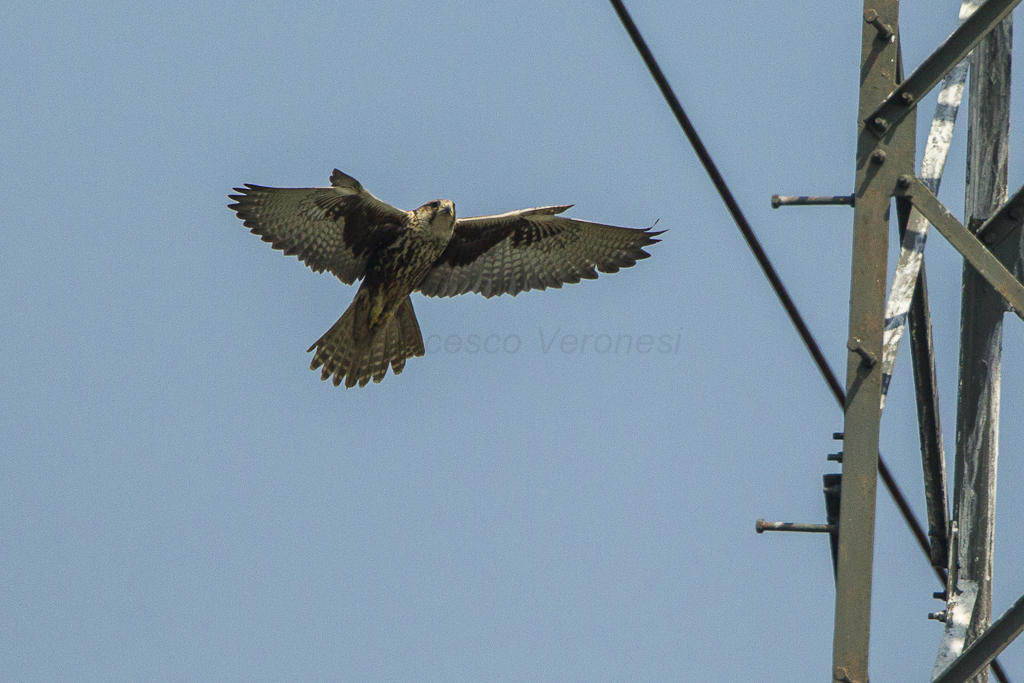
Faucon sacré
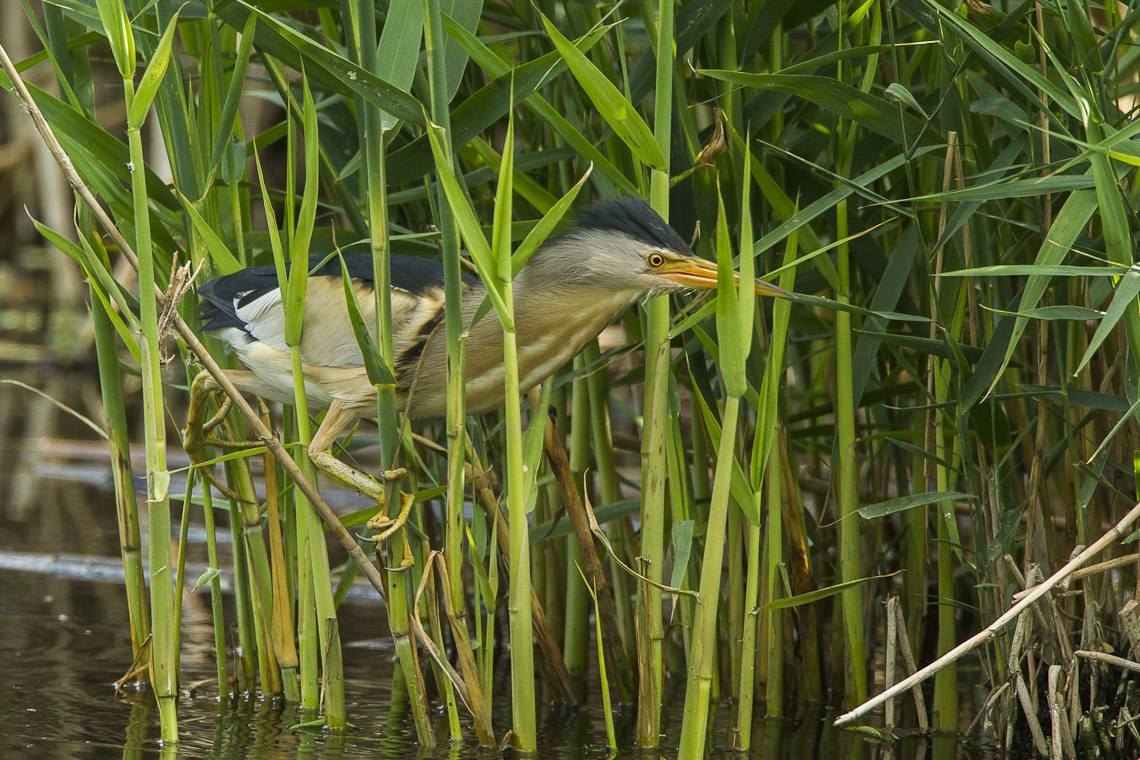
Blongios nain
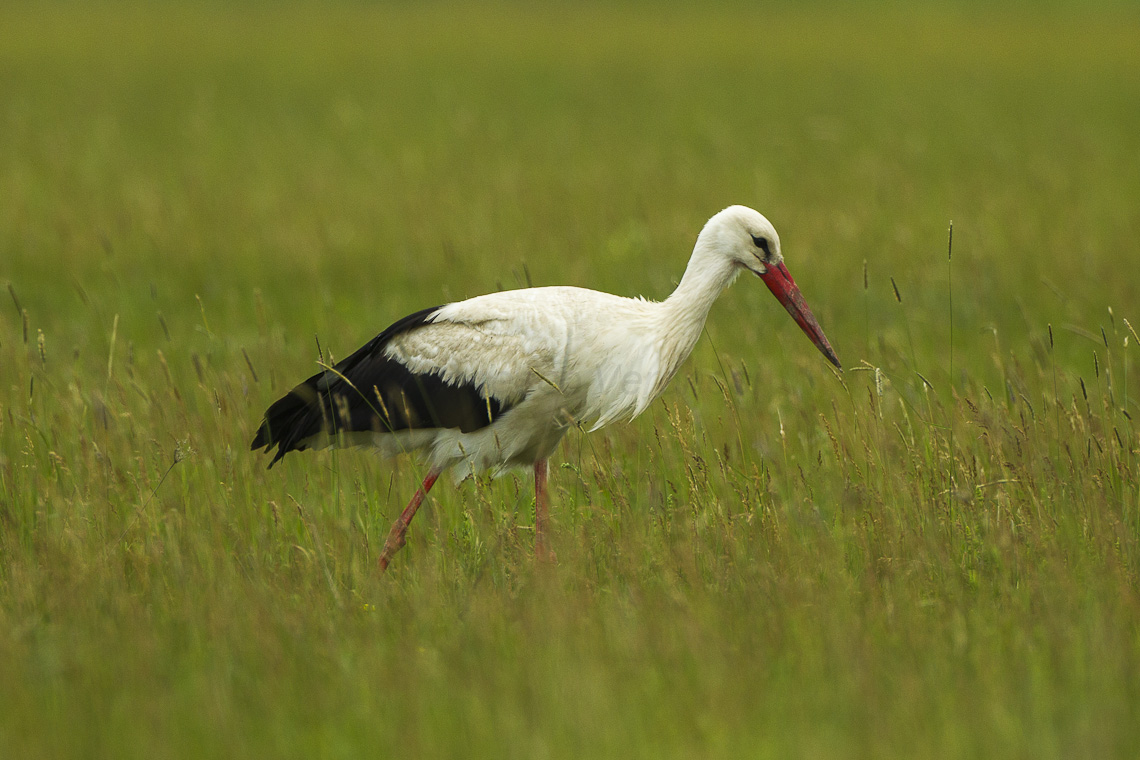
Cigogne blanche
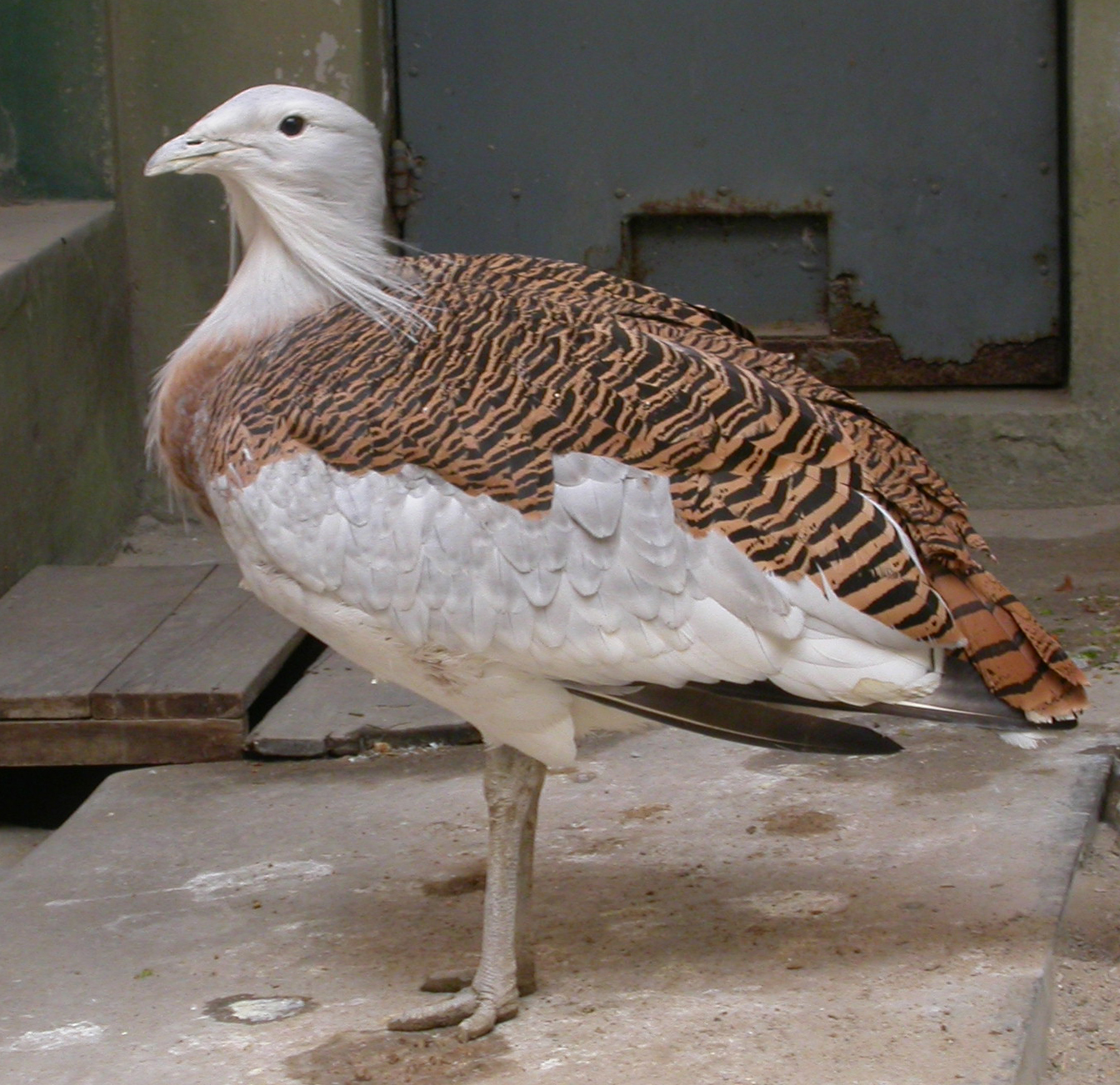
Grande Outarde

### Les chevaux de Przewalski
Une population fondatrice de chevaux de Przewalski a été relâchée dans la « semi-réserve » de Pentezug en 1997. La population, au côté de celle d'aurochs reconstitués, a beaucoup augmenté au cours des 22 années qui ont suivi, malgré la mortalité élevée constatée en 2018 à cause d'un hiver prolongé. En 2019 le changement dans l'utilisation de l'habitat et surtout la baisse de l'état général de santé de la population semble indiquer que la densité était devenue trop élevée.

## Réserve de ciel étoilé
Une zone de 10 000 ha a été désignée réserve de ciel nocturne en 2011, au cœur du parc naturel. L'objectif principal de ce classement est de réduire les menaces pour les oiseaux, des randonnées nocturnes sont organisées régulièrement pour sensibiliser le public au problème de la pollution lumineuse.

## Patrimoine culturel

### Patrimoine archéologique

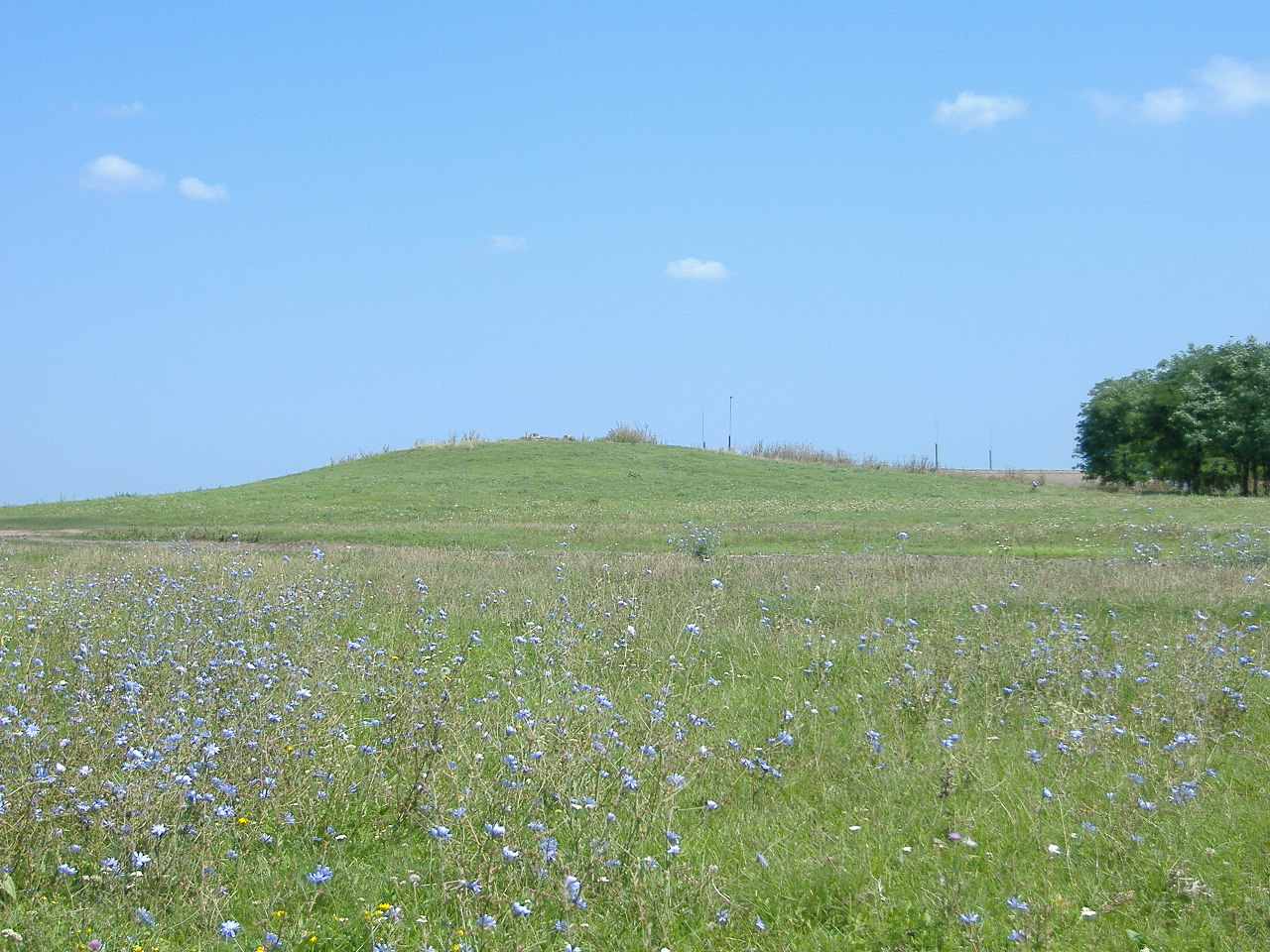
Kourgane de Szalkahalom, PN de Hortobágy

Pendant la préhistoire, plusieurs peuples nomades cavaliers ont étendu jusqu'au Hortobágy leurs civilisations, depuis la grande steppe eurasiatique à travers la steppe pontique. Vers 2000 a. J.-C., apparaissent les sépultures kourganes et les tells qui abritent des vestiges de campements néolithiques.
Les fouilles menées sur le site d'Ecze, dans le sud du parc, ont permis de comprendre qu'il s'agissait d'un tumulus de la fin de l'âge du cuivre, rattaché à la culture Yamna. Un horizon de sol s'est ensuite développé par-dessus, comme c'est le cas sur les autres sites de Hortobágy et de Grande Coumanie. Les Kourganes sont protégés systématiquement en vertu de la loi de conservation de la nature de 1996.
Après les Celtes, les Gépides et les Slaves, les Hongrois se sont établis dans le bassin du moyen-Danube au tournant du IXe siècle, notamment en Pannonie et le long de la Tisza. Entre Debrecen et Tiszafüred, les fouilles ont montré que les villages du Moyen Âge étaient souvent dotés d'églises. À l'apogée du XIIIe siècle la population est plus nombreuse et l'activité est basée sur le pastoralisme. Par la suite, au XIVe siècle la population décline et la steppe devient un espace dédié uniquement aux activités d'élevage.

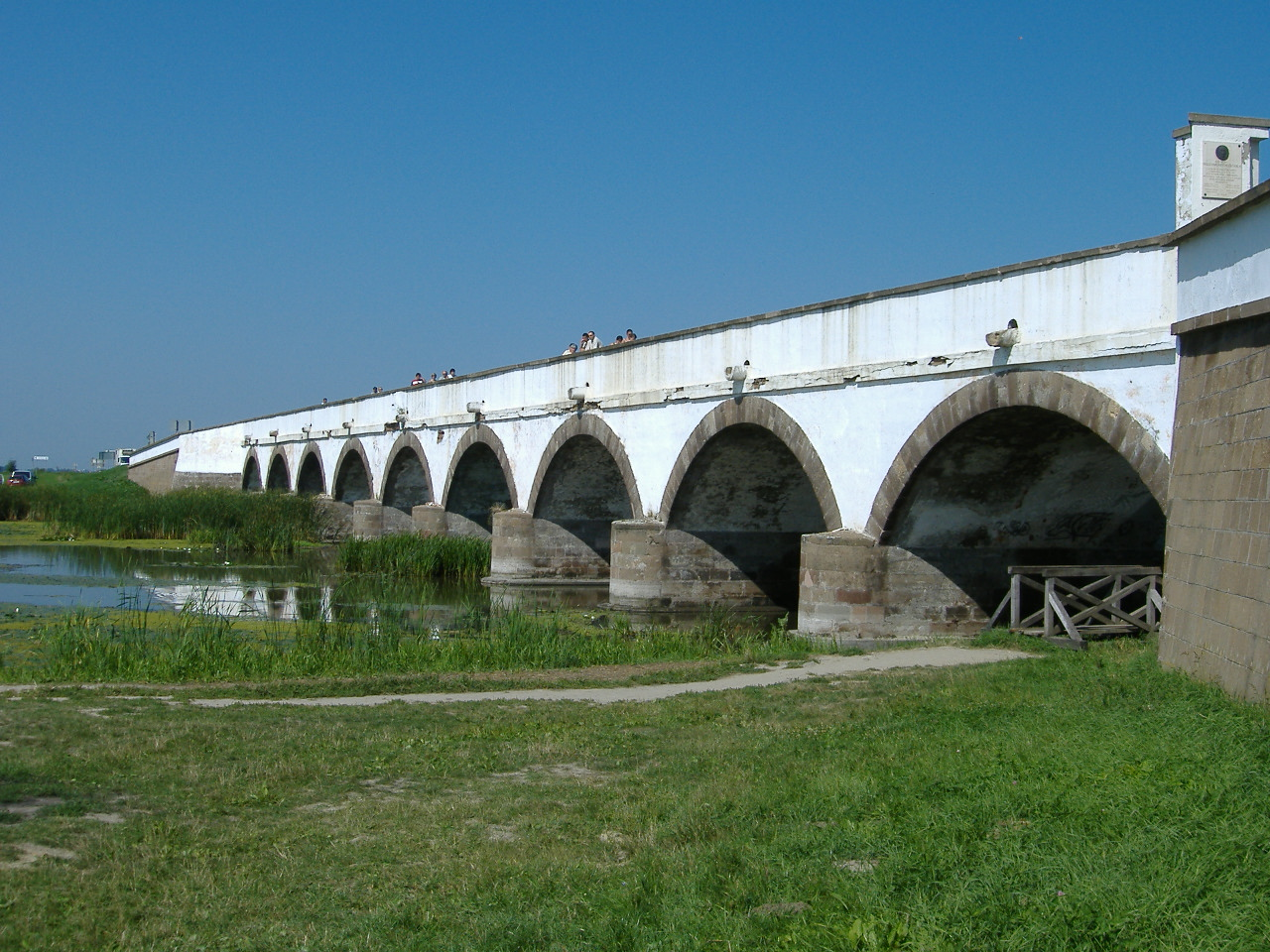
Pont des neuf arcs

### Patrimoine architectural
Les monuments les plus intéressants ayant survécu jusqu'à nos jours, ont été construits entre le XVIIIe siècle et le début du XIXe siècle. En particulier, le Pont des neuf arcs, le plus long pont de Hongrie pendant une longue période avant la première guerre mondiale avec ses 167 mètres, et le pont de Zádor. Les csárdas sont des sortes d'auberges locales typiques de la steppe de Hortobágy. Elles sont généralement composées de deux bâtiments d'un étage en face-à-face.

### Patrimoine immatériel
L'identité locale est profondément marquée par l'Histoire et la nature. Le mot csárdás désigne aussi des danses typiquement hongroises. Les contes de la région racontent des histoires de sorcières capables de jeter des sorts au bétail, d'un shaman fouillant la steppe à la recherche de son trésor, dont il ne faut pas attirer la colère, ou de sages bergers possédant des pouvoirs magiques de guérison des animaux. Ce folklore a survécu plus durablement dans la communauté des bergers csikós que dans les villes environnantes.
Le répertoire des chants de csikós relève d'une tradition orale qui comprend notamment de nombreuses chansons paillardes.

### Mémoire des victimes des déportations
Pendant le régime pro-nazi de Ferenc Szálasi (1944-1945) et aux débuts du régime communiste hongrois, sous Mátyás Rákosi (1949-1954), la puszta a servi de lieu de déportation aux travaux forcés, avec des camps à régime sévère où ont péri de nombreux prisonniers, d'abord juifs hongrois (les juifs non-hongrois ont été livrés à l'Allemagne nazie), roms, homosexuels, puis détenus politiques et intellectuels. Une chapelle œcuménique rappelle la mémoire des victimes.

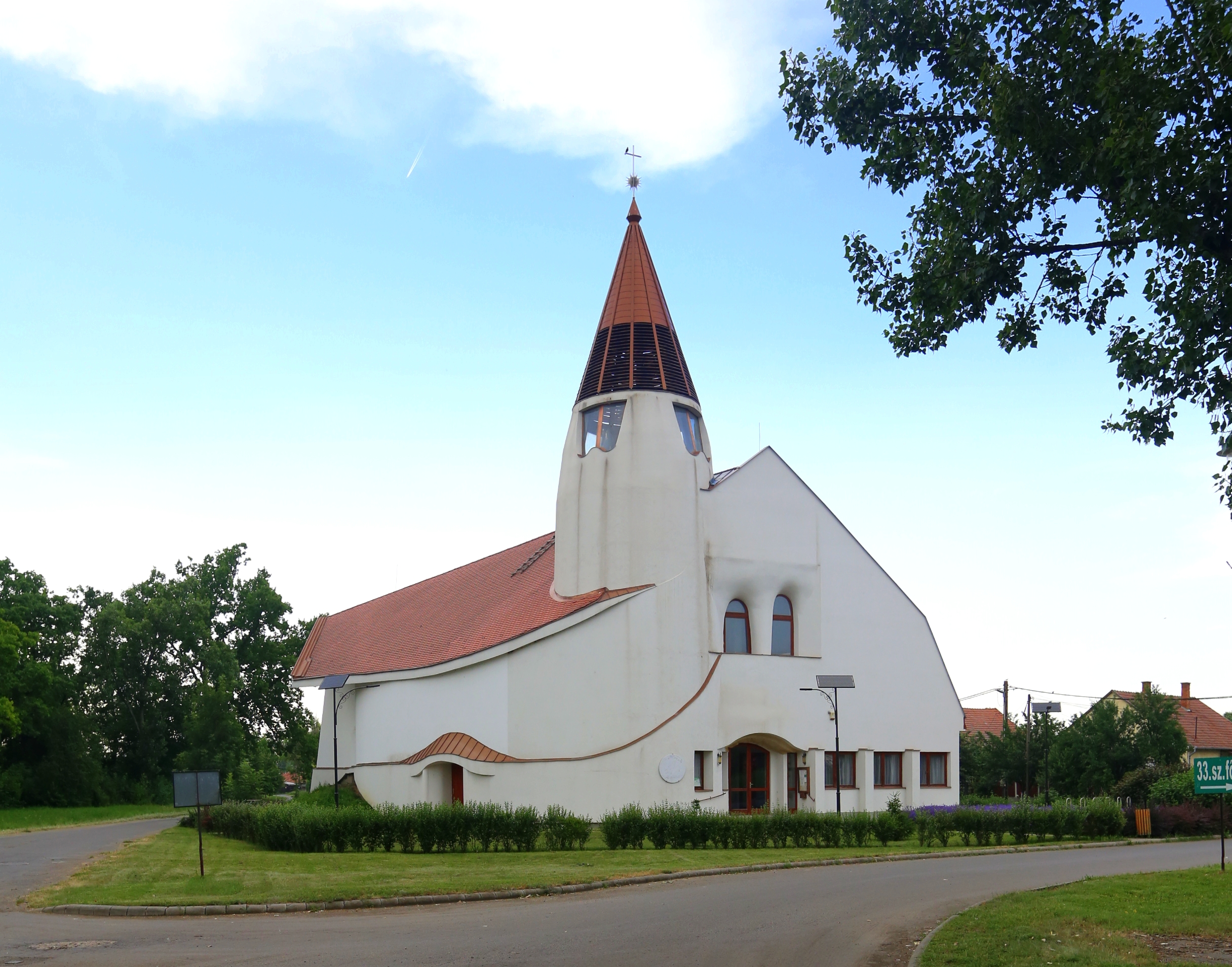
Chapelle œcuménique de Hortobágy

.

### Artisanat
À l'instar des parcs nationaux français, les parcs nationaux hongrois participent à la notoriété des produits artisanaux et agricoles locaux, grâce à une « marque parc ».
Comme ailleurs en Hongrie, les bergers de Hortobágy pratiquent la sculpture sur bois. Certains motifs traditionnels anciens ont été préservés dans la région depuis des temps immémoriaux. Les outils sculptés revêtent une fonction symbolique et ne servent pas au travail quotidien. Les objets de cuir sont également décorés.

## Pastoralisme: histoire, culture, biodiversité associée
Dans la steppe hongroise, les csikós sont des éleveurs de chevaux et de bétail, équivalents des cow-boys américains ou des gardians de Camargue. Ils  ont pratiqué le pastoralisme extensif dans la plaine de Hortobágy au moins depuis le XVIIe siècle. Aujourd'hui, leurs montures appartiennent à la race des Nonius.

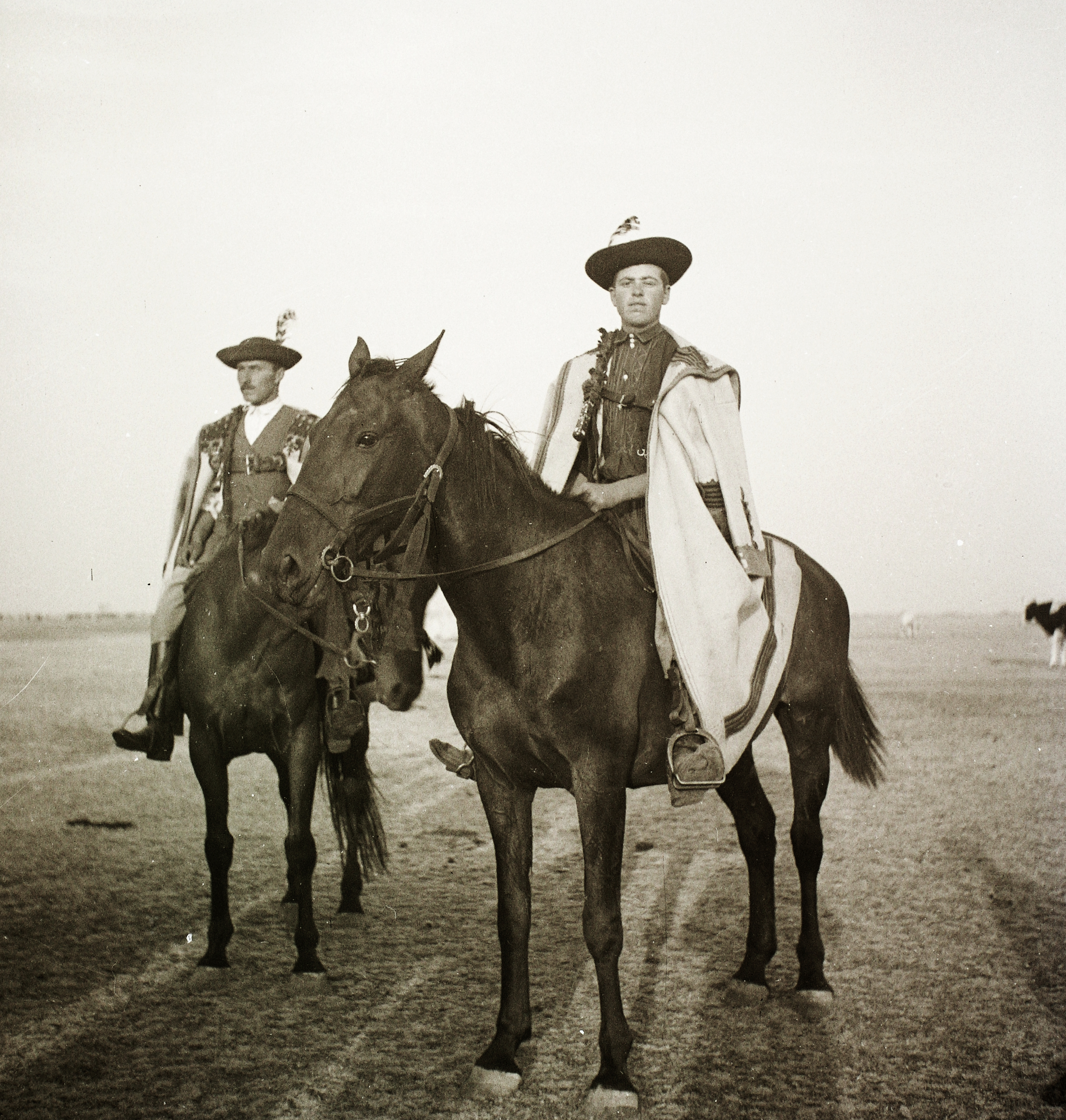
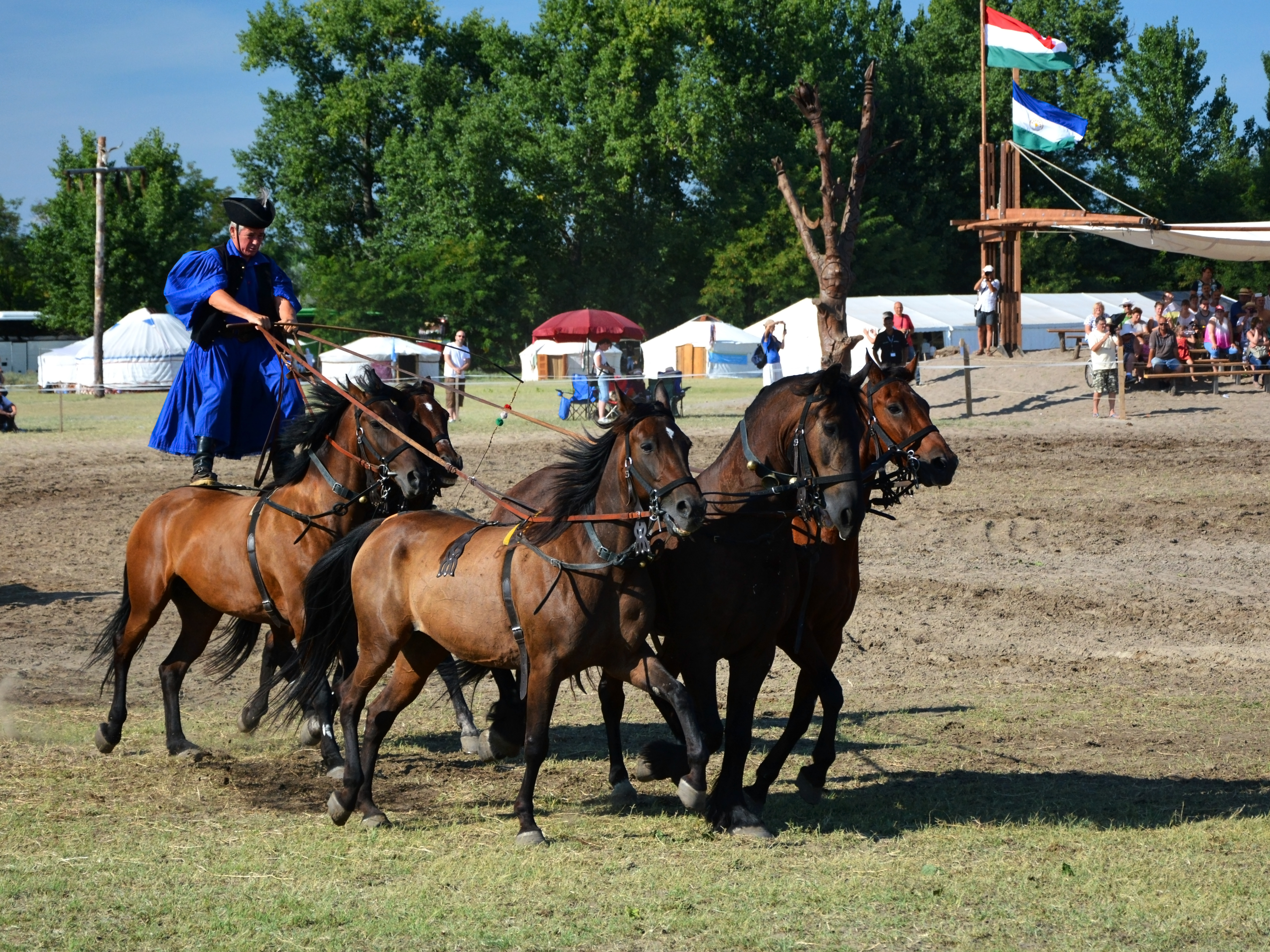
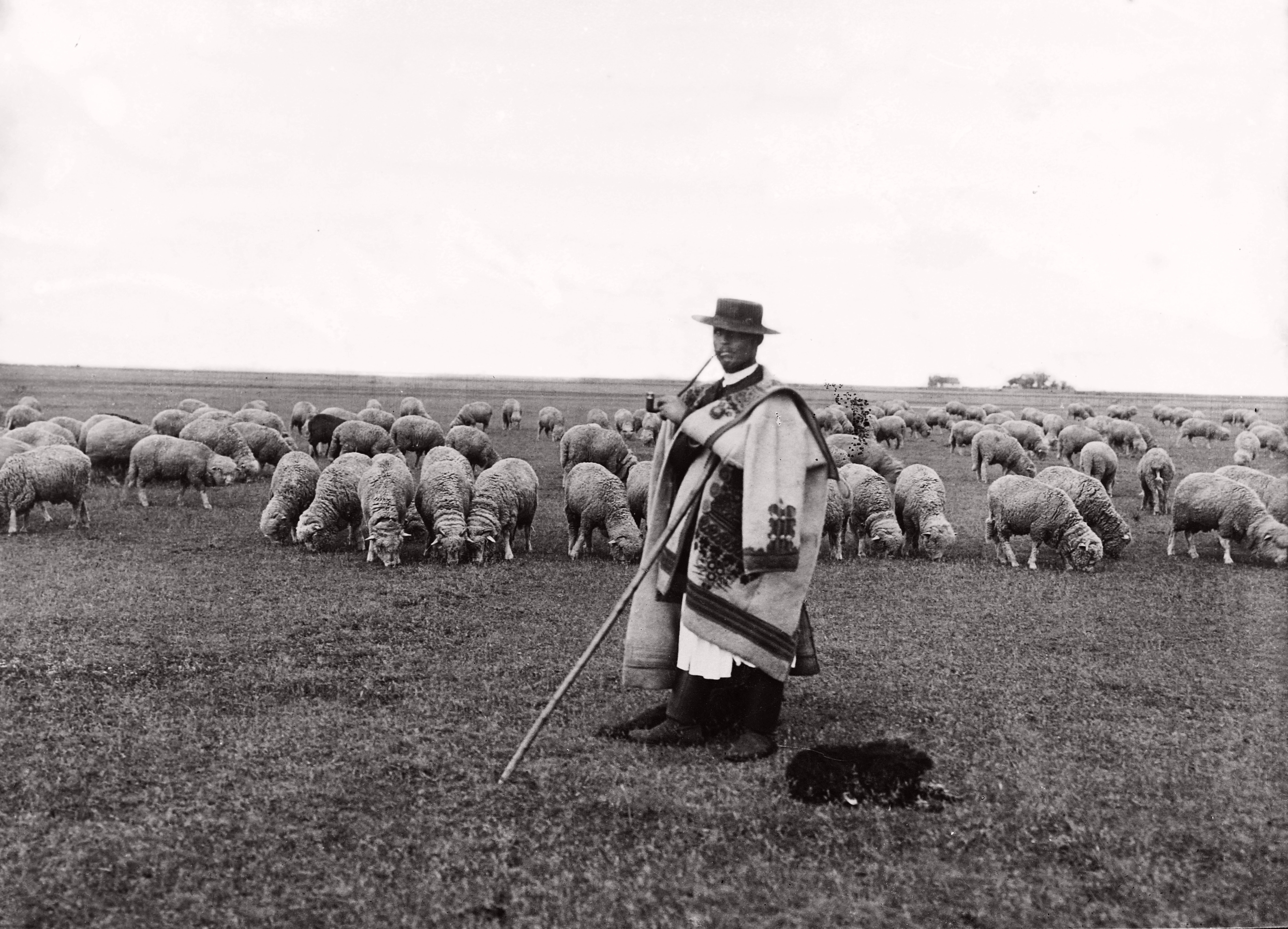
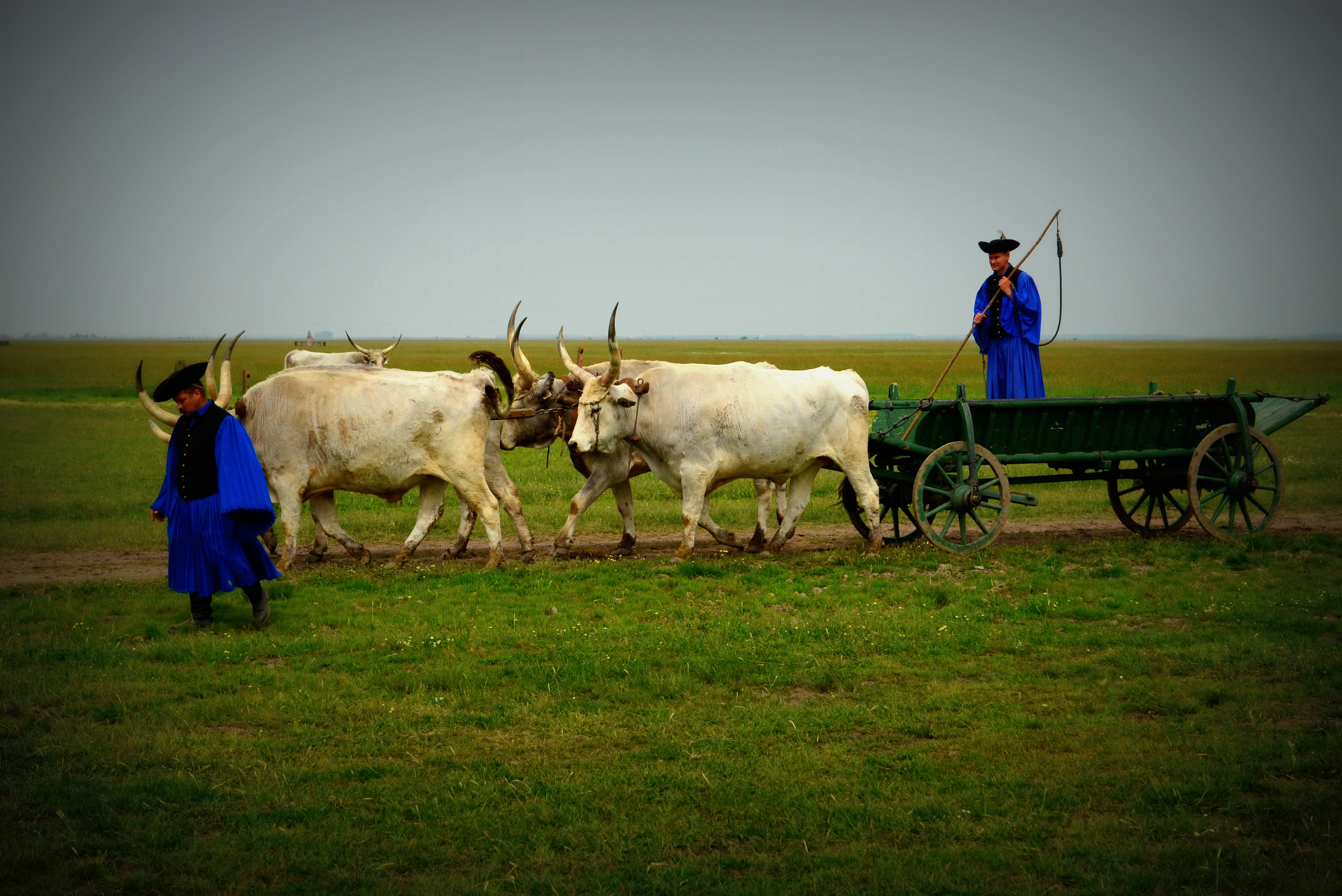

L'activité pastorale remonte quant à elle probablement à 2000-3000 av.J.-C., et aux premières civilisation nomades installées sur le territoire.
Au Moyen-Âge(13e siècle), le pastoralisme est déjà bien implanté dans le paysage de Hortobágy. Au 16e siècle, la steppe sert de pâturage d'estive aux princes-marchands de Debrecen. Les premiers documents écrits de répartition géographique et temporelle de la ressource agricole n'apparaissent qu'au 18e siècle.
Aujourd'hui, les races élevées sont les moutons Rackas et Cikta, les cochons mangalitza, les bœufs gris de Hongrie et les buffles. Le parc national participe aux clubs de race (ou leur équivalent hongrois) pour les moutons Racka et les bœufs gris.  

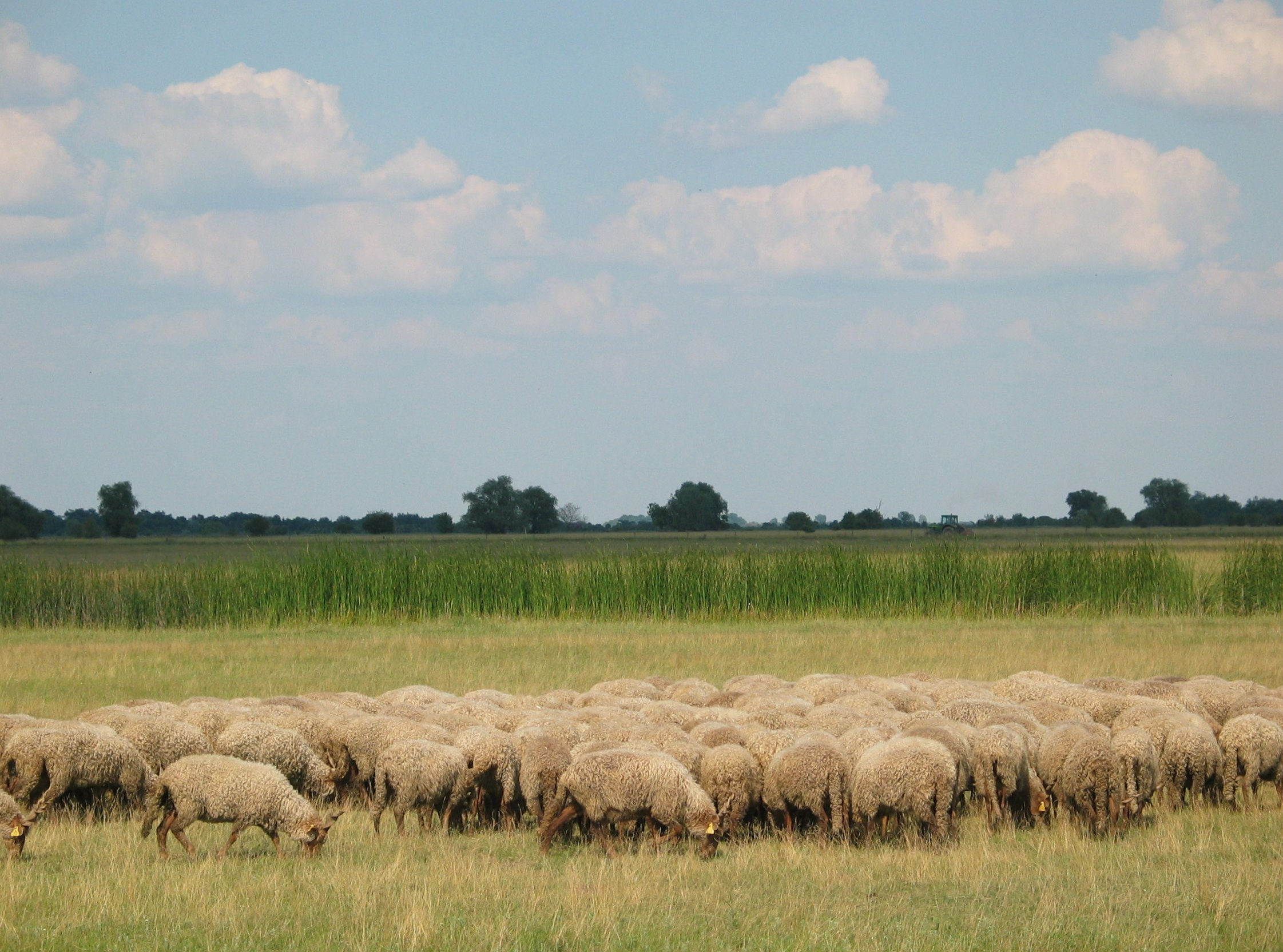
Troupeau de moutons dans la steppe
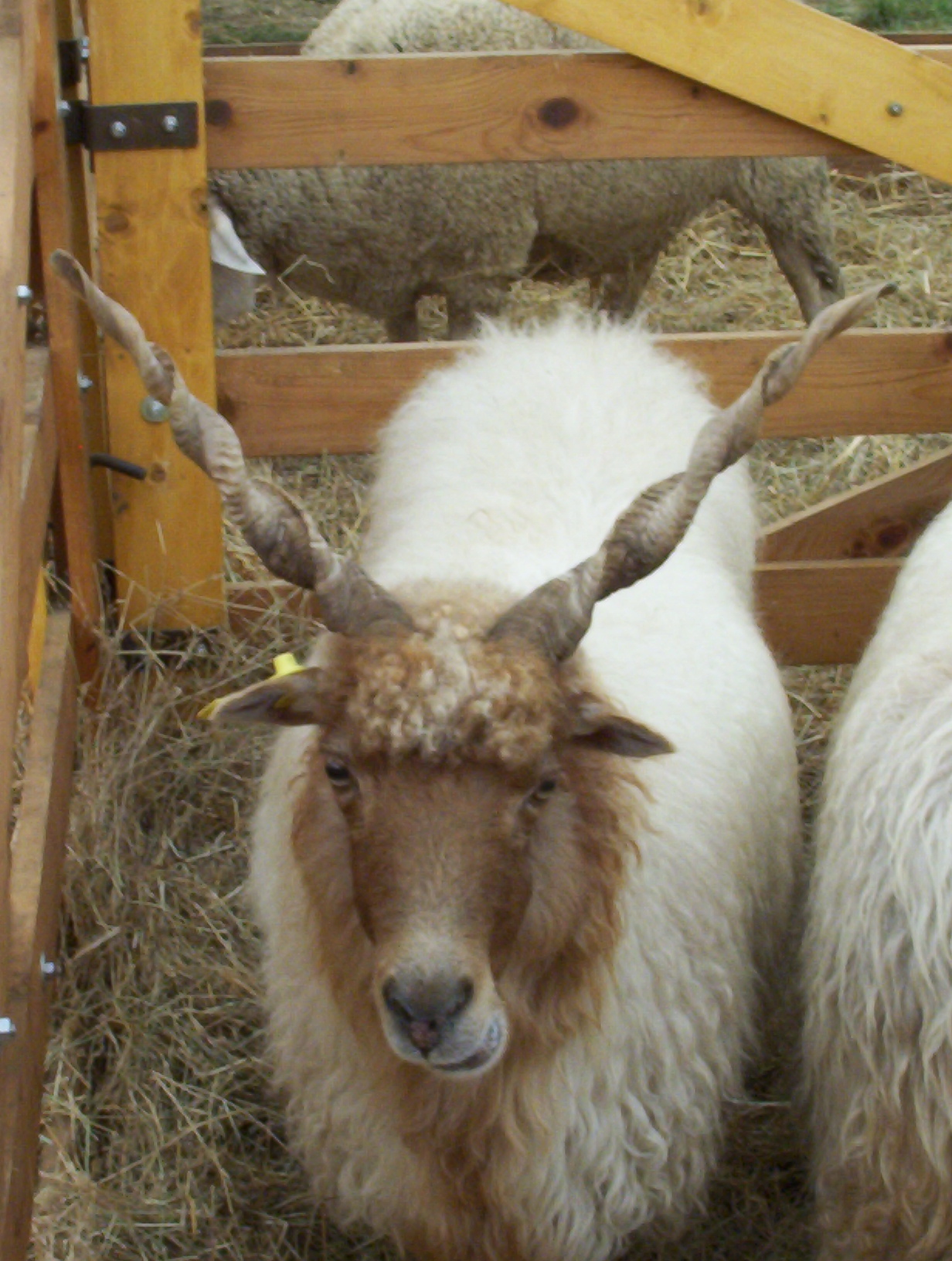
Le mouton Racka
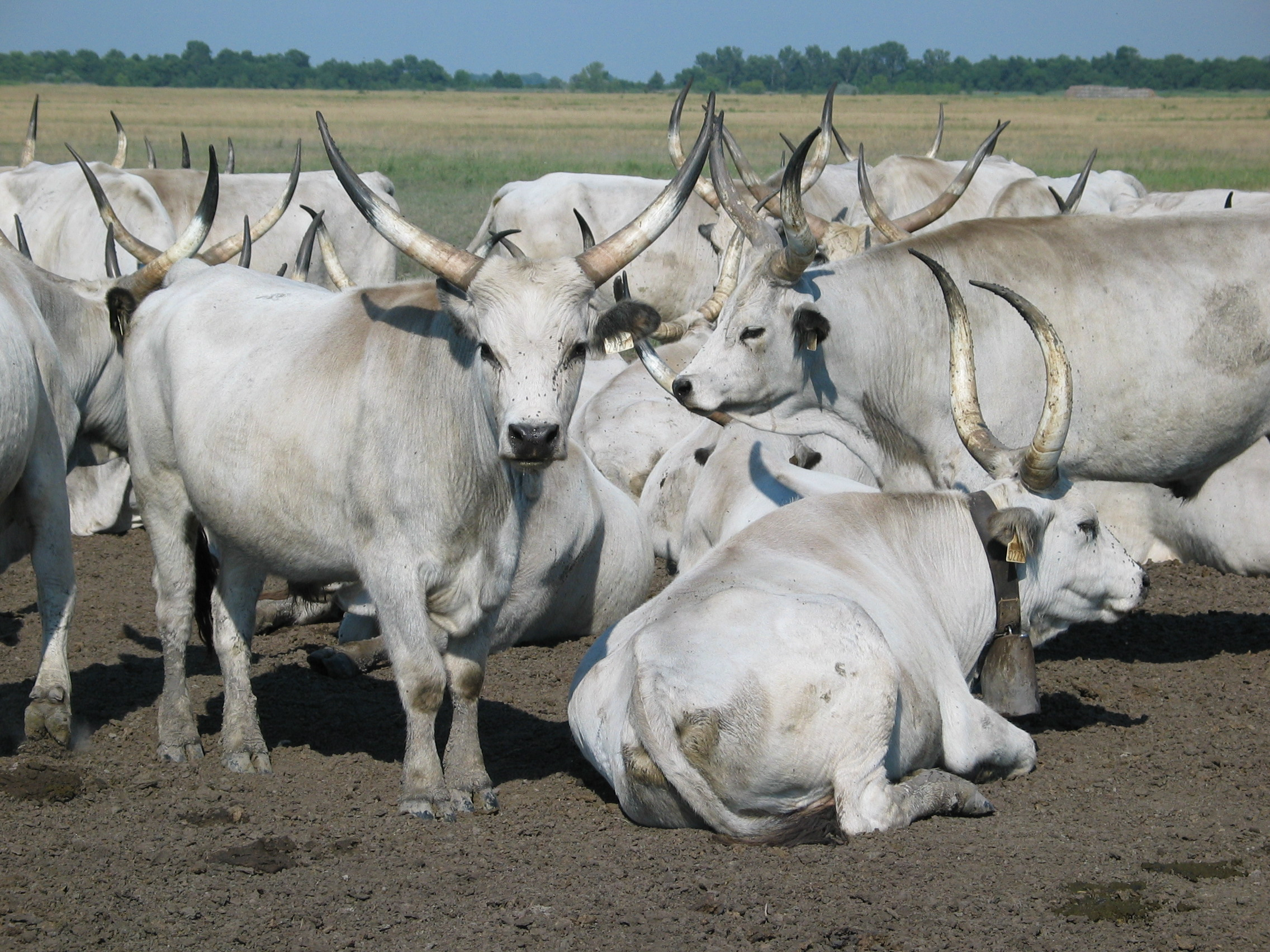
Bœuf gris de Hongrie
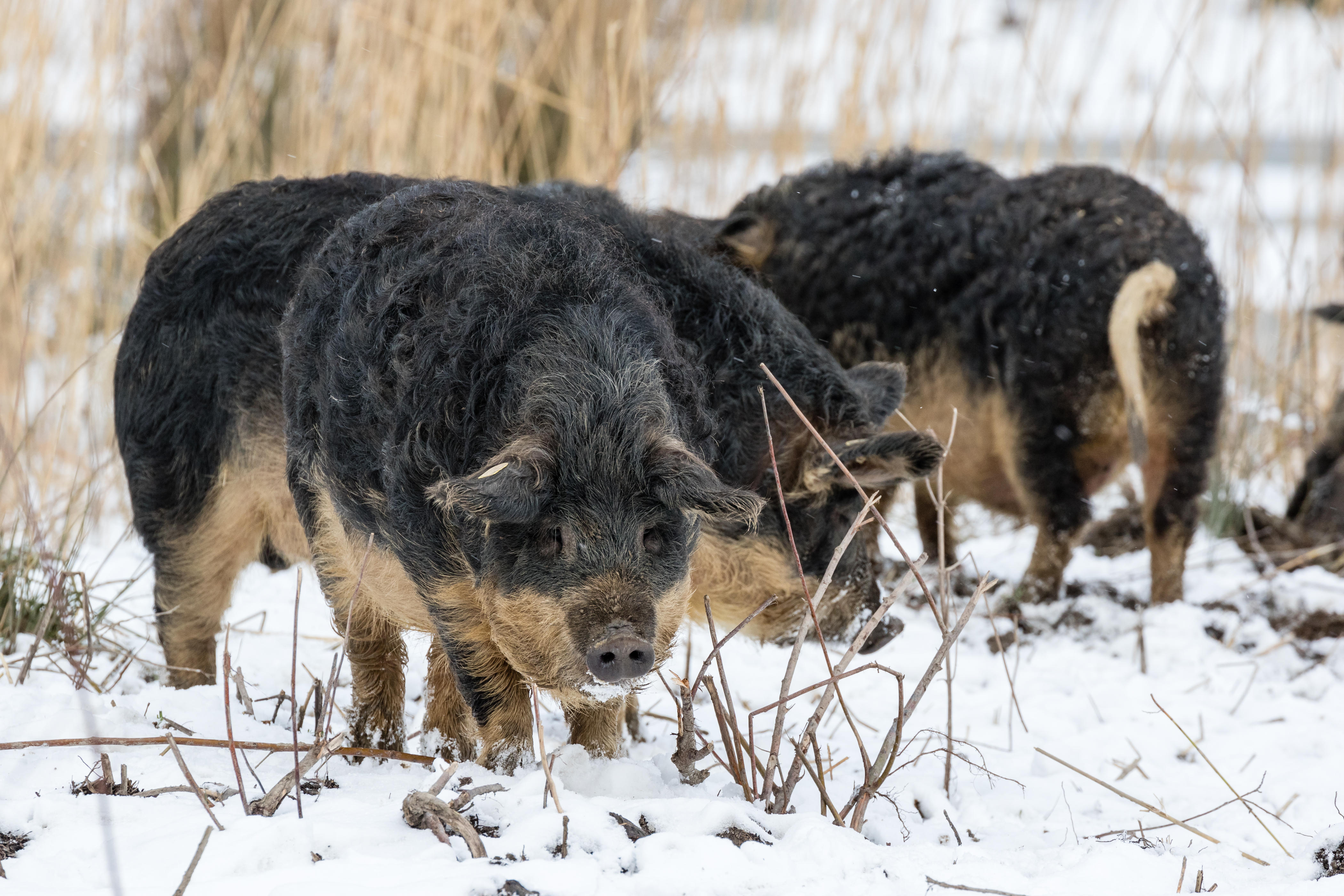
Cochons mangalitza

Les pasteurs des générations passées construisaient des abris temporaires, parfois en simple chaume, dans la steppe pendant les périodes d'estive, d'avril à octobre. Les huttes pour dormir et pour cuisiner étaient séparées. L'un des éléments les plus importants de ces constructions de la steppe sont les puits à balancier, indispensables pour abreuver les bêtes. Leur silhouette est typique des étendues plates de Hortobágy. Ce savoir-faire est, malheureusement, peu transmis, sa perpétuation est l'un des objectifs de l'UNESCO via ses deux désignations. Cependant, le centre d'interprétation du parc et les musées des environs conservent et transmettent la mémoire des activités pastorales.

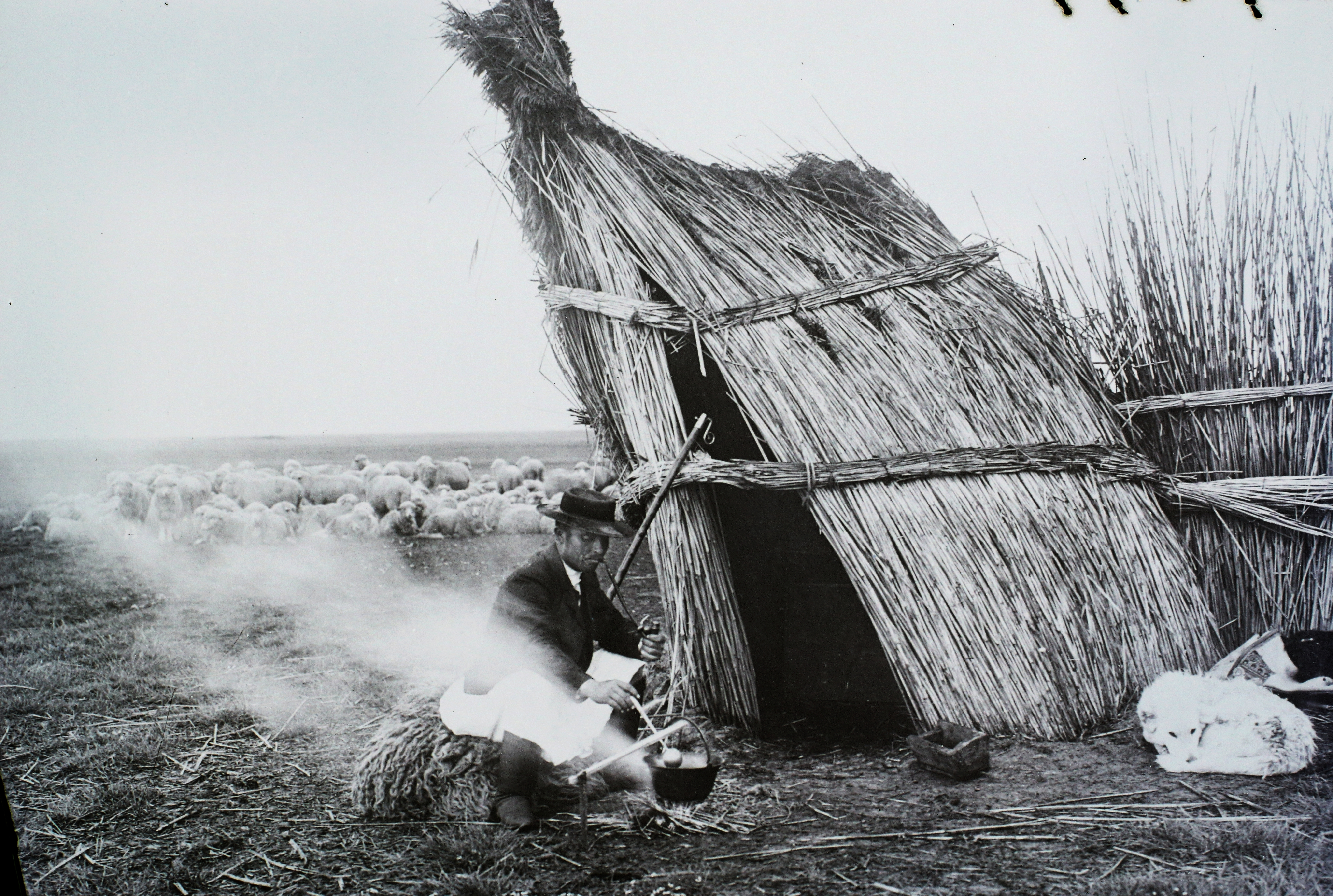
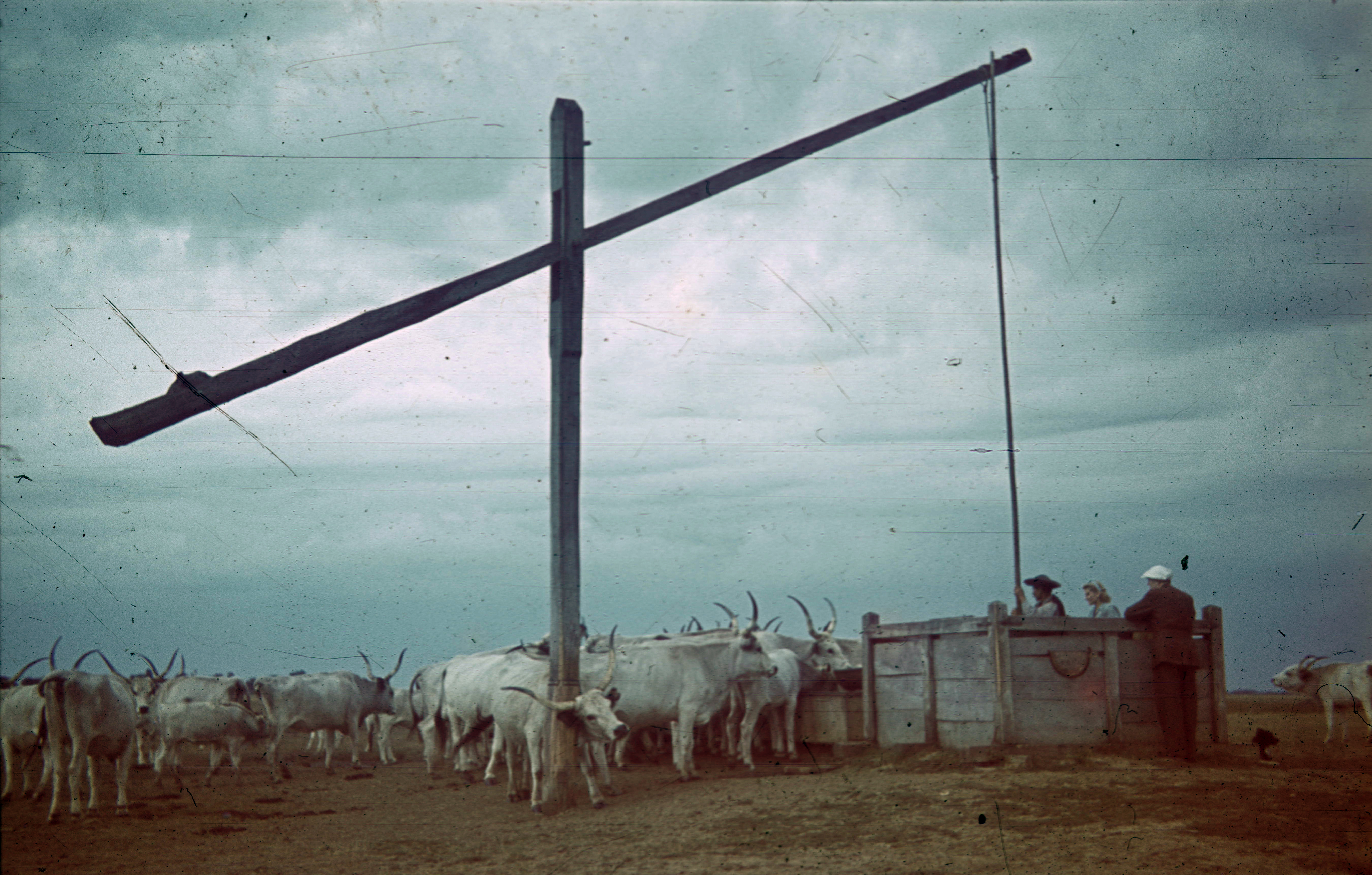

## Aménagement et gestion
Les terres sont principalement (93 %) sous propriété de l'État hongrois, dans le périmètre du parc. Au-delà dans la zone de transition de la réserve de biosphère les exploitations agricoles privées possèdent le plus grande partie du foncier.
La structure de gestion de la « Direction du parc national de Hortobágy » emploie une dizaine de salariés dont un directeur et trois directeurs-adjoints.

### Activités de gestion

#### Programmes de restauration écologique
Plusieurs programmes de restauration écologique ont été mis en place, à partir de 2002, grâce à des financements européen du type Life. 
Par exemple, dans un premier temps, entre 2002 et 2005, 560 km de tuyaux de drainage ont été enlevés, pour rétablir le régime naturel d'inondation/exhondation. Le semis d'espèces locales, a permis de restaurer 665 ha de steppes entre 2004 et 2008. Ces mesures de gestion restauratoire ont eu des effets très bénéfiques sur les populations d'oiseaux, la grande outarde en a profité, notamment, sa population a connu une augmentation de 16 %, en 2011.
Dans les années 2000, la végétation avait colonisée de grandes surfaces des étangs de pêche, les roseaux (Phragmites australis et Typha spp.) avait pratiquement recouvert les étangs V, VI et de Kondás. Les opérations ont démarré à l'automne 2011, et menées en deux phases, dans un premier temps la régulation des niveaux d'eau a été modifiée. Dans un deuxième temps, les roseaux devaient être éliminés, deux méthodes ont été utilisées successivement : pour permettre aux engins d'accéder à la végétation les plans d'eau ont été asséchés au moyens d'un canal de drainage, le fauchage s'étant révélé impossible pour les machines à disposition, en raison de la densité et de la solidité des roseaux, ceux-ci ont été écrasés par des engins à chenilles.

#### Soin à la faune sauvage

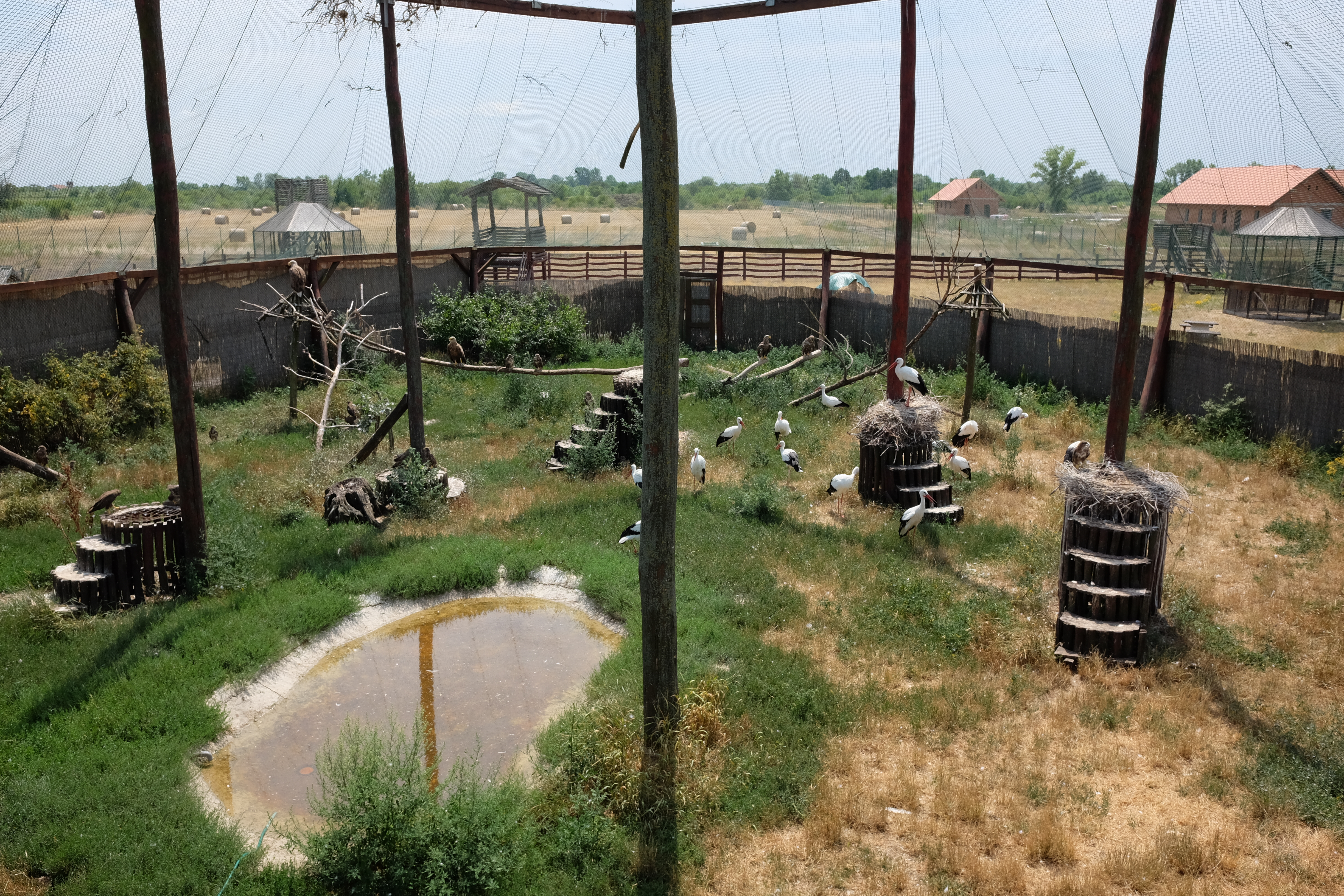
L'Hôpital des oiseaux

L'Hôpital des oiseaux est un établissement vétérinaire, qui a pour objet de soigner des animaux sauvages. Après avoir été guéri, les pensionnaires sont rapidement relâchés dans la nature. Il n'existait qu'un seul centre de soin à la faune sauvage, de ce type en Hongrie, au moins jusqu'en 2016.

#### Recherche et éducation à la nature
Pour l'éducation à l'environnement, les scolaires peuvent bénéficier de visite à la journée  ou en automne de séjours pédagogiques plus long, animés par des professionnels. l'offre est considérée comme « de qualité » par les experts du réseau MAB. Les enseignants des agglomérations voisines sont fortement impliqués. 
La recherche scientifique existe et des spécialistes de différents groupes de faune sont disponibles, cependant les résultats des études étaient insuffisamment utilisés, en 2015.

### Concertation et participation de la population locale
Un programme de science participative vise à améliorer les connaissances sur la faune (les espèces ciblés sont faciles à reconnaître). Il est très populaire auprès des visiteurs et des habitants de la région.
Le parc travaille avec un grand nombre d'associations dont les activités ont trait à la nature, à la culture et au développement économique du territoire.
Deux sociétés à but non lucratif participent activement à la sauvegarde des races animales locales, en particulier les bœufs gris hongrois, les rackas et les chevaux Nonius. La « société de pêche de Hortobágy » est l'une des plus importantes du pays et ses activités ont une influence directe sur les oiseaux d'eau.

### Tourisme

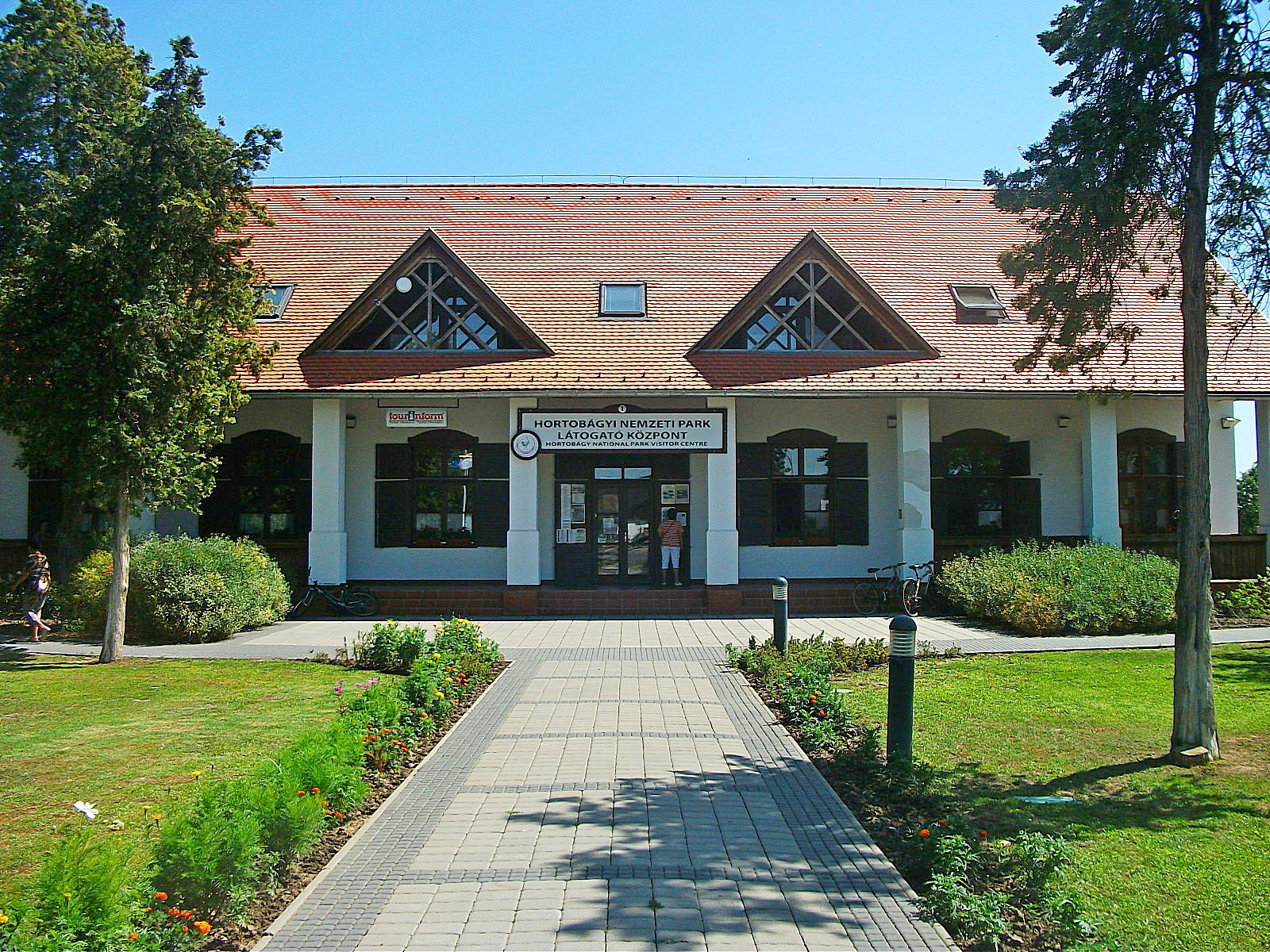
le centre d'accueil touristique du parc national de Hortobágy

Le parc national propose de nombreuses offres touristiques, dont un musée du pastoralisme, une exposition permanente sur les grues, des circuits de randonnées ou des excursions en train autour des étangs ou en calèche dans la steppe. Les visiteurs doivent s'acquitter d'un droit d'entrée, qui donne accès à toutes les attractions. L'offre touristique privée est également abondante. La nuitée est plus chère que dans le reste du pays.
Les statistiques montrent qu'il y a eu  105 000 visiteurs en 2007, puis 180 000 en 2009 et 2013. Un peu plus du tiers des touristes sont des nationaux, pratiquement un tiers sont polonais mais de nombreuses autres nationalités sont représentées.